# Сельское поселение Квашёнковское
Се́льское поселе́ние Квашёнковское — упразднённое муниципальное образование (сельское поселение) в составе бывшего Талдомского муниципального района Московской области.
Административный центр — село Квашёнки.
Руководитель территориального отделения — Парамонов Иван Васильевич.

## История
После революции 1917 года поселению соответствовал Квашёнковский сельсовет до 1994 года, а затем Квашёнковский сельский округ до 2005 года. 
Поселение образовано в 2009 году путём выделения из сельского поселения Ермолинское. В его состав вошли 44 населённых пункта трёх упразднённых административно-территориальных единиц — Ахтимнеевского, Ермолинского и Квашёнковского сельских округов.

## География
Расположено в северной части Талдомского района. На юге граничит с сельскими поселениями Ермолинским и Темповым, городскими поселениями Северный и Талдом, на западе и севере — с Кимрским, а на севере и востоке — с Калязинским районом Тверской области. Площадь территории муниципального образования — 32 820 га.

## Население
Изменение численности населения по данным переписей и ежегодных оценок:
| 2009  | 2010  | 2011  | 2012  | 2013  | 2014  | 2015  |
| ----- | ----- | ----- | ----- | ----- | ----- | ----- |
| 2211  | ↗2684 | ↗2737 | →2737 | ↘2730 | ↗2778 | ↗2782 |
| 2016  | 2017  | 2018  |       |       |       |       |
| ↗2799 | ↘2756 | ↘2726 |       |       |       |       |

## Состав сельского поселения
| №  | Населённый пункт | Тип населённого пункта       | Население |
| -- | ---------------- | ---------------------------- | --------- |
| 1  | Андрейково       | деревня                      | ↘1        |
| 2  | Бабахино         | деревня                      | →1        |
| 3  | Бакшеиха         | деревня                      | ↗9        |
| 4  | Береговское      | деревня                      | ↗6        |
| 5  | Бобровниково     | деревня                      | ↗37       |
| 6  | Большое Курапово | деревня                      | ↗31       |
| 7  | Волково          | деревня                      | →0        |
| 8  | Волкуша          | деревня                      | ↗9        |
| 9  | Глебово          | деревня                      | ↗63       |
| 10 | Гришково         | деревня                      | ↗4        |
| 11 | Домославка       | деревня                      | ↗7        |
| 12 | Желдыбино        | деревня                      | ↗15       |
| 13 | Жеребцово        | деревня                      | ↗16       |
| 14 | Затула           | деревня                      | ↗3        |
| 15 | Игумново         | деревня                      | ↘25       |
| 16 | Квашёнки         | село, административный центр | ↘885      |
| 17 | Кишкиниха        | деревня                      | ↗18       |
| 18 | Климово          | деревня                      | ↗15       |
| 19 | Колбасино        | деревня                      | ↗29       |
| 20 | Кошелёво         | деревня                      | ↘861      |
| 21 | Кузнецово        | деревня                      | ↗11       |
| 22 | Льгово           | деревня                      | ↘11       |
| 23 | Маклаково        | деревня                      | ↗81       |
| 24 | Маклыгино        | деревня                      | ↗17       |
| 25 | Малиновец        | деревня                      | ↗9        |
| 26 | Малое Курапово   | деревня                      | ↗6        |
| 27 | Манихино         | деревня                      | →0        |
| 28 | Мякишево         | деревня                      | ↗23       |
| 29 | Некрасово        | деревня                      | ↗17       |
| 30 | Никитино         | деревня                      | ↘4        |
| 31 | Никитское        | деревня                      | ↘20       |
| 32 | Новая Хотча      | деревня                      | ↘4        |
| 33 | Овсянниково      | деревня                      | ↗43       |
| 34 | Озерское         | деревня                      | ↘58       |
| 35 | Парашино         | деревня                      | ↗92       |
| 36 | Полутьево        | деревня                      | ↗16       |
| 37 | Смёнки           | деревня                      | ↗73       |
| 38 | Сотское          | деревня                      | ↘26       |
| 39 | Спас-Угол        | село                         | ↘37       |
| 40 | Старая Хотча     | деревня                      | ↗40       |
| 41 | Ульянцево        | деревня                      | →11       |
| 42 | Фёдоровское      | деревня                      | ↗17       |
| 43 | Шадрино          | деревня                      | ↗21       |
| 44 | Юрино            | деревня                      | ↗12       |